# Championnats d'Asie de judo 1974
Navigation
Édition précédente Édition suivante
Les championnats d'Asie de judo 1974, troisième édition des championnats d'Asie de judo, ont eu lieu en novembre 1974 à Séoul, en Corée du Sud.